# Lepthyphantes leucopygus
Lepthyphantes leucopygus là một loài nhện trong họ Linyphiidae.
Loài này thuộc chi Lepthyphantes. Lepthyphantes leucopygus được J. Denis miêu tả năm 1939.